# Gneo Giulio Agricola
Gneo Giulio Agricola (in latino Gnaeus Iulius Agricola; Forum Iulii, 13 giugno 40 – Roma, 23 agosto 93) è stato un politico, militare e generale romano che giocò un ruolo molto importante nella conquista della Britannia. La maggior parte delle informazioni sulla sua vita e sulla sua attività sono tratte dal De vita et moribus Iulii Agricolae, scritto dallo storico Tacito (suo genero), dalla Storia romana di Cassio Dione Cocceiano e da tre iscrizioni ritrovate in Britannia (una di queste fu rinvenuta nel 1955 in frammenti nel foro di Verulamium).

## Biografia
Nato nella colonia di Forum Iulii, nella Gallia Narbonensis (odierna Francia meridionale), Agricola era figlio del senatore Giulio Grecino e di Giulia Procilla, due alti esponenti della classe equestre. Entrambi i suoi nonni erano stati procuratori imperiali, mentre il padre era stato pretore ed era poi entrato a far parte del Senato di Roma nell'anno in cui nacque Agricola. Tra il 40 e il 41, il padre fu condannato a morte dall'imperatore Caligola, perché si era rifiutato di accusare il cugino di quest'ultimo, Marco Giunio Silano.
Della madre di Agricola, Tacito dice che era "una donna di singolare virtù" e che adorava letteralmente suo figlio. Agricola studiò a Marsiglia, dove mostrò un grande interesse per la filosofia (come suo padre). Si sposò con la nobile Domizia Decidiana.

### Gli esordi della carriera
Iniziò la sua carriera come tribuno angusticlavio in Britannia dal 58 al 61, sotto il comando del governatore Gaio Svetonio Paolino, partecipando con molta probabilità alla soppressione della rivolta della regina Budicca.
Tornato a Roma nel 62, Agricola divenne questore nel 64 e servì nella provincia d'Asia sotto il comando del corrotto Salvio Titiano. Nel 66, divenne tribuno della plebe e poi, nel 68, pretore, incarico durante il quale ebbe l'ordine dall'imperatore Galba di fare un inventario dei tesori dei templi. Nel corso della guerra civile dell'anno dei quattro imperatori, egli decise di schierarsi con il generale Vespasiano, anche perché la sua adorata madre era stata uccisa in estate in Liguria da alcuni soldati della flotta di Otone.
Dopo la presa del potere da parte di Vespasiano, Agricola fu posto a capo della XX Valeria Victrix (di stanza in Britannia), al posto di Marco Roscio Celio, poiché si era ribellato al governatore Marco Vettio Bolano, che si era dimostrato debole nello svolgimento del suo ufficio. Agricola impose di nuovo una ferrea disciplina alla legione e diede un grosso aiuto a consolidare il dominio romano nell'isola. Nel 71 Bolano fu sostituito con un uomo di maggior tempra, Quinto Petilio Ceriale, sotto il cui comando Agricola ebbe modo di distinguersi durante le campagne militari contro i Briganti.
Nel 75, Agricola divenne un patrizio e fu nominato governatore della Gallia Aquitania. Nel 77, tornò a Roma, dove divenne pontefice e diede sua figlia Giulia Agricola in moglie a Tacito. In seguito tornò in Britannia nel 78, ma questa volta in qualità di governatore (legatus Augusti pro praetore).

### Governatore in Britannia
Nell'estate del 78, mosse guerra e sconfisse gli Ordovici (tribù del Galles settentrionale), dopo di che sottomise di nuovo l'isola di Mona (Anglesey), che dopo essere stata conquistata da Svetonio Paolino nel 61 era però stata riconquistata dai Britanni. Agricola si guadagnò anche una buona fama come amministratore oltre che come comandante militare, combattendo la corruzione. Potenziò la romanizzazione della Britannia, incoraggiò la costruzione di città sul modello di quelle romane e fece educare i figli dei nativi secondo i costumi romani.
Poi indirizzò la sua azione militare verso la Scozia: nell'estate dell'80 guidò l'esercito fino all'estuario del fiume Taus (per la maggior parte degli studiosi l'estuario del Solway), dove fece costruire dei forti.

### Agricola in Irlanda?
Nell'81 Agricola attraversò il mare e sconfisse popoli fino ad allora sconosciuti ai Romani. Questo dice Tacito, che però non specifica quale mare il suocero abbia attraversato: molti studiosi hanno ipotizzato che si tratti del Clyde o Forth. Tuttavia va notato che la restante parte del capitolo riguarda esclusivamente l'Irlanda. Agricola fortificò la costa britannica che guardava verso l'Irlanda e Tacito ricorda che il suocero diceva spesso che quest'isola poteva essere conquistata con una sola Legione e poche truppe ausiliarie.
Egli aveva anche dato rifugio a un re irlandese transfuga e si potrebbe pensare che egli l'abbia potuto usare come scusa per attaccare e conquistare l'Irlanda. La conquista non ci fu mai, ma alcuni storici pensano che la traversata e lo scontro con popoli sconosciuti ai Romani di cui parla Tacito si riferiscano a una qualche spedizione punitiva o esplorativa di Agricola in Irlanda.
A supportare quest'ipotesi ci potrebbe essere una tradizione irlandese che narra di un leggendario re supremo, Tuathal Teachtmhar, esiliato da ragazzo dall'Irlanda, il quale in seguito tornò dalla Britannia alla testa di un esercito per reclamare il trono. La data tradizionale di questo evento si colloca negli anni compresi tra il 76 e l'80.
Inoltre, l'archeologia ha portato alla luce manufatti romani o romano-britannici in diverse località associate a Tuathal.
Recentemente è stato scoperto un possibile forte romano a Drumanargh vicino a Dublino, che alcuni studiosi come Raftery e Cooney credono fu probabilmente usato da Agricola per una sua spedizione esplorativa in Hibernia nell'82.

### La guerra in Scozia
Nell'83 Agricola mosse guerra alle tribù del Forth, ma i Caledoni attaccarono nella notte l'accampamento della IX Hispana. Agricola riuscì però a respingerli con la cavalleria, dopo di che avanzò ancora più a nord con le sue truppe. Nell'83 o nell'84 l'esercito romano si scontrò nella battaglia del Monte Graupio contro un forte esercito di Caledoni, guidati da Calgaco. Le truppe di Agricola misero in fuga i nemici che persero circa 10 000 uomini, mentre i Romani appena 360.
Soddisfatto di questi risultati, Agricola prese ostaggi dai Caledoni e fece marciare le sue legioni fino all'area del fiordo Moray, costruendo vari forti come Cawdor vicino a Inverness. Poi tornò a sud, nella provincia. Inoltre, nominò un prefetto navale con l'ordine di procedere con la flotta lungo la costa settentrionale. Questa circumnavigazione confermò per la prima volta che la Britannia era effettivamente una enorme isola.

### Gli ultimi anni di vita
Agricola fu richiamato a Roma dall'imperatore Domiziano nell'84, dopo un governatorato di inusuale lunghezza. Secondo Tacito, Domiziano prese questa decisione perché geloso dei grandi successi del generale, che mettevano in ombra le modeste vittorie dell'imperatore sul fronte germanico.
I rapporti tra l'imperatore e Agricola non sono chiari: se, da un lato, ad Agricola vennero tributati grandi onori e una statua (i più grandi riconoscimenti militari eccetto il trionfo), dall'altro egli non ricoprì più alcuna carica civile o militare, nonostante il suo grande valore e la sua esperienza. Gli venne offerta la carica di governatore dell'Africa, ma la rifiutò, forse a causa della sua salute cagionevole o (come sostiene Tacito) delle macchinazioni di Domiziano. Morì nel 93, in circostanze poco chiare, forse per malattia o forse avvelenato per ordine dello stesso imperatore. Resta il fatto che Domiziano venne nominato da Agricola coerede nel suo testamento, assieme a moglie e figlia e che l'imperatore, almeno formalmente, ne fu addolorato..

## Visione di Tacito
Secondo il ritratto lasciato da Tacito, in Britannia Agricola cambiò il modo di fare la guerra. I suoi predecessori avevano sempre combattuto d'estate, concedendo così al nemico il tempo necessario per riorganizzarsi. Agricola, invece, impegnò il nemico d'inverno, dedicandosi però anche a gestire nel migliore dei modi quello che era già stato conquistato. E così mise ordine nel sistema di esazione dei tributi e pose fine agli abusi. Insomma, stando a Tacito, Agricola sarebbe stato il politico perfetto e virtuoso: duro ma giusto, spietato ma intelligente.
Il ritratto è senza dubbio ingigantito, idealizzato e, soprattutto, ideologico, perché servì a Tacito, storico di parte senatoria, per creare una contrapposizione tra la meschinità dell'imperatore Domiziano e le alte virtù civiche di un uomo del Senato, appunto Agricola, preoccupato del bene comune e non dei suoi interessi personali.